# Enrico III di Kuenring
Enrico III di Kuenring (attorno al 1185 – attorno al 1223) apparteneva alla stirpe ministeriale dei Kuenringer nel ducato d'Austria. Lui e suo fratello maggiore Hadmar III erano membri importanti della nobiltà austriaca che ricoprirono cariche importanti sotto i duchi della stirpe Babenberg e possedevano vasti possedimenti nella Bassa Austria nella Wachau e nel Waldviertel. Nella tradizione popolare sono conosciuti come dei Raubritter, conosciuti come "I cani di Kuenring".

## Biografia
Enrico III era il figlio minore di Hadmar II ed Eufemia di Mistelbach negli anni '80 del XII secolo e compare nelle fonti dal 1204. Lui e suo fratello maggiore Hadmar III vivono nella leggenda come Raubritter con il soprannome di "I cani di Kuenring", plasmando l'immagine del Kuenringer per secoli. Sotto il loro padre, i Kuenringer erano diventati la principale famiglia ministeriale del paese, riccamente dotata di domini nella Wachau tra Aggstein e Dürnstein e nel Waldviertel con Weitra come centro. Dopo la morte del padre nel 1217, Enrico e suo fratello Hadmar ampliarono questa importante posizione.
Enrico, che, come suo fratello, apparteneva alla cerchia ristretta del duca Leopoldo VI, era stato maresciallo ereditario dal 1228 e il duca gli affidò più volte il governo del paese quando lui stesso era assente. Nel 1226/27 Leopoldo gli consegnò la custodia delle sue terre (custodia terrae suae) e quando il duca fu in Italia nel 1229/30, Enrico fu rettore del paese (rector totius Austriae).
Quando Leopoldo VI morì improvvisamente nel 1230 durante un tentativo di mediazione tra l'imperatore Federico II e il papa Gregorio IX, la nobiltà, guidata dai fratelli Kuenringer, insorse contro il suo giovane successore Federico II. Sullo sfondo di questa rivolta c'era la richiesta di conferma dei diritti dei ministeriali, come già era stato regolato per i ministeriali della Stiria nel patto di Georgenberg. Nonostante la sconfitta degli insorti e la perdita delle loro sedi di potere, la base del potere dei Kuenringer non fu gravemente danneggiata. Così, nel 1232, quando suo fratello era già morto, Enrico di Kuenring fu nuovamente nominato maresciallo.
Fino alla sua morte, si sforzò di riparare i danni arrecati ai monasteri, restituì i possedimenti da lui presi a Göttweig e Melk e rilasciò a Zwettl una cambiale. Tuttavia, i monaci Zwettl ebbero di lui e suo fratello un brutto ricordo, nonostante il monastero fosse stata fondata dalla loro stirpe.

## Famiglia e figli
Mentre suo padre era ancora in vita, sposò Adelaide di Falkenstein-Neuburg, che proveniva da una stirpe comitale. Essi ebbero:
- Hadmar IV (1205/08 circa-1250 circa), senza figli;
- Enrico III (V) (1205/08 circa-1241 circa), senza figli;
- Offemia (1211/15 circa-dopo il 1283), che sposò in prime nozze nel  1233 Irnfrid di Hindberg († 1237) e sposò in seconde nozze nel 1238/39 Rodolfo di Pottendorf